# Яков Гоюн
Яков Гоюн  (хорв. Jakov Gojun; нар. 18 квітня 1986) — хорватський гандболіст, олімпійський медаліст.

## Виступи на Олімпіадах
| Олімпіада   | Дисципліна | Місце |
| ----------- | ---------- | ----- |
| Лондон 2012 | гандбол    | 3     |